# Ralph Senensky
Ralph Senensky (* 1. Mai 1923 in Mason City, Iowa) ist ein US-amerikanischer Fernsehregisseur und Fernsehproduzent.
Ralph Senensky arbeitete zunächst als Regisseur bei kleineren Theaterproduktionen, ehe er bei CBS Radio Mitarbeiter wurde. In den 1950er-Jahren kam er zum immer verbreiteter werdenden Medium des US-Fernsehens, wo er zunächst in den Produktionsabteilungen verschiedener Fernsehserien wie Dr. Kildare mit Richard Chamberlain arbeitete. Ab Anfang der 1960er-Jahre führte er bei verschiedenen Episoden von Fernsehserien Regie, darunter Serienklassiker wie Raumschiff Enterprise, The Twilight Zone, Die Partridge Familie, Die Waltons und Hart aber herzlich. Zu der Regie eines Kinofilmes kam er nie, er war aber Regisseur der Fernseh-Literaturverfilmungen von Johanna Spyris Heidi und Sherwood Andersons Winesburg, Ohio. Nachdem er sich in den 1980er-Jahren weitgehend aus dem Filmgeschäft zurückgezogen hatte, führte er 2013 bei dem Kurzfilm The Right Regrets mit Maxwell Caulfield Regie.
Mit dem Tod von Robert Butler am 3. November 2023 ist Ralph Senensky der letzte noch lebende Mensch, der bei einer Episode von Raumschiff Enterprise (1966) Regie geführt hat.

## Filmografie (Auswahl)
- 1961–1965: Dr. Kildare (Fernsehserie, 4 Folgen)
- 1963: The Twilight Zone (Fernsehserie, 1 Folge)
- 1963: Gnadenlose Stadt (Naked City; Fernsehserie, 3 Folgen)
- 1964–1965: Auf der Flucht (The Fugitive; Fernsehserie, 4 Folgen)
- 1966–1972: FBI (Fernsehserie, 16 Folgen)
- 1967: Kobra, übernehmen Sie (Mission: Impossible; Fernsehserie, 1 Folge)
- 1967–1968: Raumschiff Enterprise (Star Trek; Fernsehserie, 6 Folgen)
- 1968: Mannix (Fernsehserie, 1 Folge)
- 1970–1971: Die Partridge Familie (The Partridge Family; Fernsehserie, 7 Folgen)
- 1973: Winesburg, Ohio (Fernsehfilm)
- 1973–1978: Die Waltons (The Waltons; Fernsehserie, 12 Folgen)
- 1974: Planet der Affen (Planet of the Apes; Fernsehserie, 1 Folge)
- 1978: Die neuen Abenteuer von Heidi (The New Adventures of Heidi; Fernsehfilm)
- 1979: Trapper John, M.D. (Fernsehserie, 1 Folge)
- 1979–1984: Hart aber herzlich (Hart to Hart; Fernsehserie, 7 Folgen)
- 1980: Lou Grant (Fernsehserie, 1 Folge)
- 1981: Der Denver-Clan (Dynasty; Fernsehserie, 2 Folgen)
- 1985–1986: The Paper Chase (Fernsehserie, 7 Folgen)
- 2013: The Right Regrets (Kurzfilm)